# 赫靈頓 (堪薩斯州)
赫靈頓（英語：Herington）是一個位於美國堪薩斯州迪金森縣和摩里斯縣的城市。

## 地方資料
根據2020年美國人口普查的數據，赫靈頓的面積為12.57平方千米，當中陸地面積為12.50平方千米，而水域面積為0.07平方千米。當地共有人口2109人，而人口密度為每平方千米167.78人。